# Джордж Генрі Льюїс
Джордж Генрі Льюїс (англ. George Henry Lewes; 18 квітня 1817 Лондон — 30 листопада 1878 Лондон) — англійський філософ, літературний та театральний критик. Представник  вікторіанської епохи, прибічник дарвінізму, позитивізму, і релігійного скептицизму.

## Життєпис
Джордж Генрі Льюїс народився у Лондоні 18 квітня 1817 року. Його кар'єра літератора почалася у 1840 з публікації статті про французьку драматургію в журналі «Вестмінстерське огляд», що почала серію нарисів про європейську літературу і драму, які з'являлися в провідних періодичних виданнях того часу протягом чверті століття і забезпечили йому високу репутацію літературного критика.
У 1854 почалися близькі стосунки Льюїса з Мері Енн Еванс, почасти завдяки його підтримці вона почала кар'єру письменниці під псевдонімом Джордж Еліот.
Помер Льюїс у Лондоні 28 листопада 1878.

## Публікації
- The Biographical History of Philosophy (1846). Adamant Media 2002: ISBN 0-543-96985-1
- The Spanish Drama (1846)
- Ranthorpe (1847). Adamant Media 2005: ISBN 1-4021-7564-7
- Rose, Blanche and Violet (1848)
- Robespierre (1849)
- Comte's Philosophy of the Sciences (1853). Adamant Media 2000: ISBN 1-4021-9950-3
- Life of Goethe (1855). Adamant Media 2000: ISBN 0-543-93077-7
- Seaside Studies (1858)
- Physiology of Common Life (1859)
- Studies in Animal Life (1862)
- Aristotle, A Chapter from the History of Science (1864). Adamant Media 2001: ISBN 0-543-81753-9
- Actors and Acting (1875)
- The Problems of Life and Mind
- First Series: The Foundations of a Creed vol I (1875). Kessinger Publishing 2004: ISBN 1-4179-2555-8
- The Foundations of a Creed vol II (1875). University of Michigan Library: ISBN 1-4255-5578-0
- Second Series: The Physical Basis of Mind (1877)
- Third Series: Mind as a Function of Organism (1879)
- New Quarterly (London, October 1879)
- J. W. Cross, George Eliot's Life as Related in her Letters and Journals (three volumes, New York, 1885)